# برنامه اتمی اردن
در دسامبر ۲۰۱۶، کمیسیون انرژی اتمی اردن (JAEC)، با همکاری کنسرسیومی به ریاست مؤسسه تحقیقات انرژی اتمی کره (واقع در دانشگاه علم و صنعت کره جنوبی در سئول)، راکتور تحقیقاتی و آموزشی ۵ مگاواتی اردن را در دانشگاه علم و صنعت اردن افتتاح کرد. که اولین رآکتور هسته ای در این کشور است. این نیروگاه ایزوتوپ‌های رادیواکتیو را برای استفاده پزشکی در اردن فراهم می‌کند و به دانشجویان دانشگاه آموزش می‌دهد تا نیروی کار ماهر برای راکتورهای هسته‌ای تجاری آینده کشور را تربیت کند.
در سال ۲۰۱۸، کمیسیون اعلام کرد که اردن در حال مذاکره با چند شرکت برای ساخت اولین نیروگاه هسته‌ای تجاری این کشور، یک راکتور خنک‌شده با هلیوم است که قرار است تا سال ۲۰۲۵ تکمیل شود.

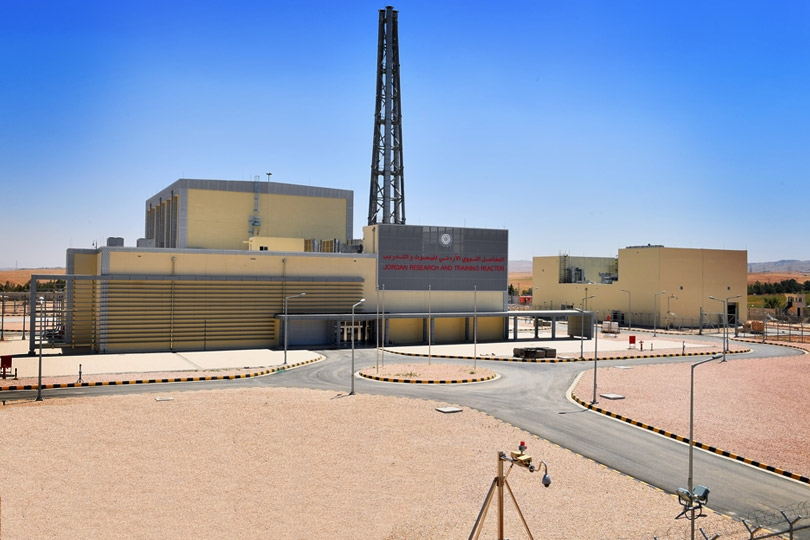
راکتور آموزشی ۵ مگاواتی اردن

اردن یادداشت تفاهمی با ایالات متحده، بریتانیا، کانادا، فرانسه، ژاپن، چین، روسیه، اسپانیا، کره جنوبی، آرژانتین، رومانی و ترکیه برای کمک به اردن در زمینه انرژی هسته‌ای و استخراج اورانیوم امضا کرده‌است.

## تاریخچه
کار بر روی انرژی هسته ای اردن از سال ۱۹۸۰ در وزارت صنعت و تجارت آغاز شد. در چهار مرحله متمایز توسعه یافت:

### فاز اول و دوم از ۱۹۸۰–۱۹۹۷
مراحل استقرار و رشد که در آنها ساختار نهادی و سازمانی انرژی هسته ای اردن ایجاد شدند. شروع با ۱ کارمند در سال ۱۹۸۰; یک بخش در ۱۹۸۱؛ سپس یک ریاست در سال ۱۹۸۹; سپس پروژه ملی مستقل برای انرژی هسته ای در سال ۱۹۹۲ که مطالعات و برنامه‌های اساسی انرژی هسته ای اردن تهیه شدند. چارچوب‌های قانونی انرژی هسته ای؛ و تمامی پروژه‌های گنجانده شده در برنامه عملیاتی در سال ۱۹۸۶ تحت عنوان پروژه برنامه هسته ای اردن یا برنامه هسته ای اردن تدوین شدند.

### فاز سوم، از ۱۹۹۷–۲۰۰۷
می‌توان آن را به عنوان مرحله پایداری توصیف کرد، که طی آن کار بر جنبه خدماتی که در عملیات آموزش، اندازه‌گیری تشعشع و عملیات صدور مجوز ارائه می‌شود، متمرکز بود.

### فاز چهارم از سال ۲۰۰۷
مرحله پروژه‌های بزرگ که در آن دولت اردن قصد ساخت چهار نیروگاه هسته ای را به ظرفیت هر یک ۱۰۰۰ مگاوات اعلام کرده‌است با هدف: تولید برق و نمک زدایی آب دریا، برای رفع نیاز اردن به آب و برق و تبدیل آن به یک صادرکننده انرژی تا سال ۲۰۳۰. و استخراج اورانیوم از خاک اردن برای تأمین مالی پروژه نیروگاه، بهره‌برداری از آن و صادرات اورانیوم غنی شده نیز از اهداف هستند.

## اقدامات
۱- زیرساخت‌ها:
ایجاد زیرساخت‌های انرژی هسته ای. از جمله مقر و آزمایشگاه‌های دائمی سازمان انرژی هسته ای در شفا بادران، نزدیک پایتخت، امان؛ گورستان زباله‌های رادیواکتیو در سوکا، جنوب پایتخت.
۲- توسعه بخشی:
ایجاد و توسعه مراکز تخصصی کار هسته ای (در پزشکی، کشاورزی، آب، صنعت و …) در کلیه نهادهای ذیربط در بخش دولتی و خصوصی. با هدف تبدیل آنها به مرور زمان به بخشها، ادارات و مؤسسات تخصصی در بخشهای توسعه و مؤسسات ذیربط؛ برنامه هسته ای اردن را ببینید.
۳- کاربردهای هسته ای:
ایجاد ۲۸ پروژه محلی و پیگیری به همین تعداد پروژه منطقه ای. در تمام بخش‌های اساسی؛ ۳۰ سازمان دولتی و خصوصی از آن بهره‌مند شدند. پیش نویس برنامه هسته ای اردن را ببینید.
۴- نیروی انسانی هسته ای:
آموزش حدود ۳۰۰۰ نفر (دندانپزشک، رادیولوژیست، تکنسین رادیولوژی، مهندس، فیزیکدان و …) در داخل و خارج از کشور (از این تعداد ۲۶ نفر در مقطع دکترا و فوق لیسانس و ۱۵۰ نفر آموزش پیشرفته تخصصی در علوم هسته ای و … ۲۰۰۰ دندانپزشک؛ و مجوز آنها در سه سطح از سطوح صلاحیت در کار رادیولوژی؛ بخش‌ها و منابع انسانی در برنامه هسته ای اردن را ببینید.
۵- تحقیقات علمی:
کمک به مؤسسات ملی (وزارتخانه‌ها، دانشگاه‌ها، انجمن علمی سلطنتی، شورای عالی علوم و فناوری، سازمان آب اردن و غیره) برای توسعه قابلیت‌های تحقیقات علمی خود. اعطای کمک‌های مالی و بازدیدهای علمی به محققان کشورهای توسعه یافته در زمینه هسته ای. شروع به کار در تحقیقات علمی در اداره انرژی هسته ای؛ در زمینه‌های کشاورزی، استفاده منطقی از آفت کش‌ها، حفاظت از محیط زیست و مدل‌سازی حوادث هسته ای؛ برنامه هسته ای اردن را ببینید.
۶- صدور مجوز تشعشع:
صدور مجوز برای کارگران در حوزه پرتو و هسته ای (حدود ۲۲۷۲ نفر). و ۱۱۳۰ محل کار (شرکت، آزمایشگاه، دانشگاه، درمانگاه و …). از جمله: مرکز سرطان اردن، بیمارستان البشیر، خدمات پزشکی سلطنتی، شرکت تولید داروی سوئد اردن و غیره. و کمک به این موسسات در طراحی سایت‌های استفاده از تشعشع و سپرهای تشعشعی
۷- کنترل تشعشع:
ثبت موسسات و شرکتهای استفاده‌کننده از تشعشعات. ثبت کارگران تشعشعات؛ سابقه منابع تشعشع مورد استفاده در کشور در بخش دولتی و خصوصی. و انجام بازدیدهای برنامه ریزی شده و اعلام نشده از مکان‌های استفاده و نگهداری وسایل پرتوزا و مواد رادیواکتیو. انجام اندازه‌گیری‌ها برای تأیید ایمنی کارگران، محیط زیست و عموم مردم؛ و همچنین بیمارانی که در معرض تشعشع هستند، در بیمارستان‌ها و کلینیک‌هایی که از منابع پرتو استفاده می‌کنند، برای درمان و تشخیص.
اولین رکورد رسمی منابع تشعشع در اردن شامل ۲۹۸۰ منبع بود:
دو واحد کبالت-۶۰، پزشکی: با توان ۵۰۰۰ قوری و ۱۳۰۰۰ قوری.
۳ شتاب‌دهنده‌های پزشکی:
۱۸ و ۲۰ مگا ولت، اشعه ایکس. ۶، ۹، ۱۲، ۱۶ و ۲۰ مگا الکترون ولت.
۲۲۰۰ دستگاه اشعه ایکس پزشکی (شامل ۱۰۰۰ واحد تصویربرداری دندان).
۲۲۰ پرتو گامای صنعتی، با راندمان ۰٫۲–۱۰۰ کوری.
۲۵۰ منبع تحقیقاتی اشعه گاما؛ با قدرت کمی (میکروکوری).
۲۰ تحقیق منبع نوترون (millicurie).
۳ منبع تابش همه‌کاره از جمله: شتاب‌دهنده Van de Graaf (4 MeV). و دو واحد گاما، کبالت-۶۰ (۱۰۰۰۰ و ۱۰۰۰۰۰ کوری (که دومی در آن زمان در دست ساخت بود).
۳۰۲ منبع رادیواکتیو (بسته‌های پزشکی، سوزن، منابع کالیبراسیون و غیره) با راندمان پایین؛ و کاربردهای مختلف.
۸- نقشه تشعشعات طبیعی کشور:
شامل ۳۴۵۰۰۰ قرائت تشعشع و تبدیل آنها به نقشه کانتور با دزهای تشعشع طبیعی زمین می‌باشد.
۹- همکاری علمی:
امضای یادداشت تفاهم در سال ۱۹۹۴ با سازمان انرژی اتمی پاکستان برای کمک به اردن در زمینه ایجاد قابلیت‌های هسته‌ای صلح‌آمیز، تأمین نیروی انسانی واجد شرایط و ارائه تخصص مشورتی برای اجرای برنامه هسته‌ای اردن. امضای توافقنامه مشابه با سازمان انرژی اتمی لهستان در سال ۱۹۹۶. و همکاری داخلی با دانشگاه اردن برای فعال کردن تحقیقات علمی و پیشنهاد و نظارت بر پروژه‌های مطالعات علمی دانشگاه. بخش‌ها و منابع انسانی در برنامه هسته ای اردن را ببینید.
۱۰- روابط بین‌الملل:
امضای تعدادی موافقتنامه با آژانس بین‌المللی انرژی اتمی برای تسهیل در جلب حمایت آژانس و همگامی با مسائل ایمنی و امنیت هسته ای. بخش‌ها و منابع انسانی در برنامه هسته ای اردن را ببینید.